# Yumenornis
Yumenornis es un género extinto de ave ornituromorfa basal que vivió durante el Cretácico Inferior en la Formación Xiagou de la cuenca Changma, en la provincia de Gansu en el noroeste de China. Yumenornis fue nombrado originalmente por Ya-Ming Wang, Jingmai K. O'Connor, Da-Qing Li y Hai-Lu You en 2013 y la especie tipo es Yumenornis huangi.